# Libreria delle donne di Milano
La Libreria delle donne di Milano è un luogo storico della cultura femminista italiana e internazionale a Milano espressione della seconda ondata femminista, importante centro di elaborazione teorica del femminismo della differenza sessuale.
Fondata da un collettivo di donne a Milano nel 1975, è la prima Libreria delle donne d'Italia.

## Storia
Le Librerie delle donne sono luoghi di cultura, dibattito ed educazione nati a partire dalla seconda metà degli anni Settanta, quando il femminismo inizia a fondare in tutto il mondo istituzioni ed imprese culturali quali appunto Librerie delle donne, case editrici, centri di documentazione, case delle donne, etc.
Libreria delle donne di Milano si ispirò alla Librairie des Femmes di Parigi fondata da Antoinette Fouque e legata al gruppo femminista francese Politique et Psychanalyse, ma a differenza di essa decise inizialmente di proporre solo opere di donne, per enfatizzare l'attenzione verso il sapere femminile e la diffusione degli scritti delle donne.
Attraverso le proprie attività e scritti - influenti ma anche criticati e dibattuti è stata un luogo di elaborazione teorica del femminismo della differenza sessuale, posizione filosofica e politica complessa, variegata e conflittuale, che caratterizza l'originalità del pensiero femminista italiano e che ha come aspetto caratterizzante il “radicamento della teoria nelle pratiche" femministe.
Tra le fondatrici vi è infatti anche la filosofa Luisa Muraro, a cui si deve l’elaborazione teorica sulla figura della madre simbolica.
Come casa editrice ha pubblicato Il periodico femminista Sottosopra (dal 1983; mentre dal 1973 al 1983 il foglio fu espressione di più gruppi del Movimento delle Donne), la rivista di politica femminista Via Dogana (versioni cartacee dal 1983-1984 e poi 1991-2014; dal 2015 è disponibile solo online) e la rivista umoristica Aspirina (cartacea dal 1987-1991, online dal 2013), tra le cui fondatrici vi è la fumettista Pat Carra.
Ha un archivio e una biblioteca di libri rari sul femminismo, ed espone alla proprie pareti opere d’arte di artiste quali Carla Accardi, Valentina Berardinone, Mirella Bentivoglio, Tomaso Binga, Dadamaino ed altre. Fu proprio un gruppo di artiste a contribuire negli anni Settanta alla fondazione della libreria, sostenendola con la donazione di proprie opere, presentate in un portfolio curato dalla critica d’arte Lea Vergine.
Il suo Archivio Politico per gli anni 1974-1997 è conservato presso la Fondazione Elvira Badaracco.

### Libri
- (EN) Paola Bono e Sandra Kemp (a cura di), Italian Feminist Thought. A Reader, Oxford, Blackwell, 1991, ISBN 0-631-17115-0, OCLC 21974426.
- Anna R. Calabrò e Laura Grasso, Dal movimento femminista al femminismo diffuso. Storie e percorsi a Milano dagli anni '60 agli anni '80., Milano, Fondazione Badaracco/Franco Angeli, 2004  [1985], ISBN 978-88-464-5325-9.
- Adriana Cavarero e Franco Restaino, Il pensiero femminista. Un approccio teoretico, in Le filosofie femministe, Milano, Mondadori, 2002, ISBN 88-424-9587-5, OCLC 860455664.
- Piera Codognotto e Francesca Moccagatta, Editoria Femminista in Italia, in Enciclopedia Tascabile, vol. 12, Roma, Associazione Italiana Biblioteche, 1997, ISBN 88-7812-037-5.
- Maria Rosa Cutrufelli, Il Novecento delle italiane. Una storia ancora da raccontare, et al., Roma, Editori Riuniti, 2001, ISBN 978-88-359-4919-0.
- (EN) Kristen Hogan, The Feminist Bookstore Movement. Lesbian Antiracism and Feminist Accountability, Durham, Duke University Press, 2016.
- Chiara Martucci, Libreria delle donne di Milano. Un laboratorio di pratica politica, Milano, Franco Angeli, 2008, OCLC 799878188.
- (EN) Alex Martinis Roe, To Become Two. Propositions for Feminist Collective Practice, Berlino, Archive Books, 2018, ISBN 978-3-943620-58-0.
- Chiara Martucci, Libreria delle Donne di Milano. Un laboratorio di pratica politica, Milano, FrancoAngeli, 2008, ISBN 978-88-568-0316-7, OCLC 799878188.
- Luisa Muraro, L’ordine simbolico della madre, 2ª edizione, Roma, Editori Riuniti, 2006  [1991], ISBN 88-359-5769-9, OCLC 1004346790.
- Letizia Paolozzi e Alberto Leiss, Un paese sottosopra. 1973-1996: una voce del femminismo italiano, Milano, Pratiche, 1999, ISBN 88-7380-639-2, OCLC 801212802.

### Articoli
- (EN) Barbara Casavecchia, Libreria delle Donne, in ArtReview, aprile 2018.
- Clara Jourdan, Senza oneri per lo Stato. La Libreria delle donne di Milano, in Per Amore del Mondo, n. 11, 2012.